# Tim Perry (rugby à XV)
Pour les articles homonymes, voir Tim Perry et Perry.
Pas d'image ? Cliquez ici

a Compétitions nationales et continentales officielles uniquement.

b Matchs officiels uniquement.
Dernière mise à jour le 10 décembre 2020.
Tim Perry, né le 1er août 1988 à Ashburton (Nouvelle-Zélande), est un joueur de rugby à XV international néo-zélandais, évoluant au poste de pilier gauche. Il a joué avec la franchise des Crusaders en Super Rugby entre 2014 et 2019.

## Carrière

### En club
Fils de l'ancien All Black Grant Perry (en), Tim Perry est né à Ashburton dans la région de Canterbury. Après être passé par les catégories jeunes de l'équipe provinciale de Canterbury, il met pendant un temps le rugby de côté pour se concentrer sur son métier de berger, dans sa ferme de la vallée de Waihopai.
Après avoir joué plusieurs saisons au niveau amateur avec le Rakaia RFC, il rejoint en 2010 la province de Mid-Canterbury en Heartland Championship,. Il fait une bonne saison et est nommé dans les trois meilleurs joueurs de ce championnat.
En 2011, il change de club et rejoint le Harlequins RC de Blenheim, dans le championnat de la région de Marlborough. Grâce à ses performances, il attire l'attention de la province de Tasman qui le recrute pour jouer avec leur équipe B. En 2012, il retenu avec l'équipe première de Tasman pour disputer le NPC,. Il fait donc ses débuts professionnels à l'âge de 24 ans, le 31 août 2012 contre Taranaki, marquant au passage son premier essai.
Après une solide première saison au niveau professionnel, il est retenu par la franchise des Blues pour disputer la saison 2013 de Super Rugby. Dès sa première saison avec la franchise d'Auckland, il dispute sept rencontres, toutes en tant que titulaire.
En 2014, il quitte les Blues et est recruté par la franchise des Crusaders. Malgré la concurrence des All Blacks Joe Moody et Wyatt Crockett à son poste de pilier gauche, il obtient un temps de jeu conséquent : 9 matchs dont 4 titularisations lors de sa première saison,. Par la suite, il joue de malchance avec les blessures : sa saison 2015 se limite à un match en raison d'une rupture du tendon d'Achille, et il rate ensuite l'intégralité de la saison 2016 à cause d'une grave blessure au genou. Il ne joue ensuite que trois rencontres lors de la saison 2017, alors que son équipe est sacrée championne du Super Rugby,.
Il joue à nouveau de façon régulière lors de la saison 2018, en jouant dix rencontres, et en étant remplaçant lors des phases finales qui voient les Crusaders remporter le championnat pour la deuxième fois d'affilée,. En revanche, il se casse le bras dès son premier match de la saison 2019, mettant ainsi prématurément fin à sa saison.
En 2019, il participe à l'excellente saison de Tasman, qui termine le championnat invaincu, et remporte le NPC pour la première fois de leur histoire. Peu après, il met un terme à sa carrière professionnelle, pour à nouveau se consacrer pleinement à son exploitation agricole.

### En équipe nationale
Tim Perry joue avec la sélection scolaire néo-zélandaise à XV (en) en 2006, où il côtoie des joueurs comme Sam Whitelock ou Israel Dagg.
En 2010, il joue trois rencontres avec l'équipe de Heartland XV (en) (sélections des meilleurs joueurs du Heartland Championship).
En octobre 2017, malgré un faible temps de jeu en Super Rugby, il est sélectionné pour la première fois par Steve Hansen pour évoluer avec les All Blacks, profitant alors de la blessures de Joe Moody,. Il joue lors de cette tournée deux rencontres considérée comme non officielles, contre les Barbarians et France XV,.
L'année suivante, il connait sa première cape officielle à l'âge de 30 ans, le 18 août 2018, à l’occasion d’un match contre l'équipe d'Australie à Sydney, lors du Rugby Championship 2018,.

## Palmarès

### En club et province
- Vainqueur du Super Rugby en 2017, 2018 et 2019 avec les Crusaders.
- Finaliste du Super Rugby en 2014 avec les Crusaders.
- Vainqueur du National Provincial Championship en 2019 avec Tasman.
- Finaliste du National Provincial Championship en 2016 et 2017 avec Tasman.

### En équipe nationale
- Vainqueur du Rugby Championship en 2018.

## Statistiques
Tim Perry compte 6 capes en équipe de Nouvelle-Zélande, dont aucune en tant que titulaire, depuis le 18 août 2018 contre l'équipe d'Australie à Sydney.
Il participe à une édition du Rugby Championship, en 2018. Il dispute cinq rencontres dans cette compétition,.